# EUCAP Somalia
La Missió de la Unió Europea de Construcció de Capacitat a Somàlia, més coneguda com a EUCAP Somàlia és una missió civil no executiva amb el mandat de construir capacitats civils de seguretat per al govern de Somàlia a la Banya d'Àfrica. Entre altres funcions, hauria d'ajudar a combatre la pirateria a la costa de Somàlia. La missió es troba a la capital de Somàlia, Mogadiscio.
Fins al desembre de 2016, la missió va ser dirigida sota el nom d'EUCAP Nestor.

## Mandat
El mandat original de l'EUCAP Nestor era permetre als països de l'Àfrica Oriental de Somàlia, Djibouti, Kenya, Tanzània i Seychelles ser capaços de contribuir de manera independent a la seguretat al mar i prendre mesures contra la delinqüència marítima. Entre altres coses, es van reforçar les condicions marc jurídiques i es van crear capacitats de personal a través de la formació. EuCAP Nestor fou complementada militarment per l'Operació Atalanta, missió executiva contra la pirateria i EUTM Somalia, missió d'assessorament i formació.
Des de la reestructuració el 2016, EUCAP Somalia només opera a Somàlia. D'aquesta manera, contribueix a la construcció i l'enfortiment de les agències de seguretat marítima de Somàlia. La tasca principal és assessorar la policia de la guàrdia costanera, en particular a través d'assessorament estratègic, suport i formació. L'enfortiment de la capacitat local permetrà a les autoritats de Somàlia fer complir la llei de forma independent a les aigües territorials de Somàlia.

## Organització
El cap de la missió va ser inicialment l'almirall francès Jacques Launay, seguit del diplomàtic francès Etienne de Poncins. Des de setembre de 2016, la romanesa Maria-Cristina Stepanescu és la cap de la missió.
La seu va ser inicialment a Djibouti. Des de la reestructuració, es troba a Mogadiscio. Hi ha oficines sobre el terreny a Hargeisa (Somaliland) i Garoowe (Puntland).
La missió inclou prop de 60 experts internacionals, dels quals unes 10 són policials i uns 50 empleats civils.
Encara que és una missió civil, EUCAP Nestor també ha rebut el suport del primer centre d'operacions de la UE amb seu a Brussel·les.
El pressupost de la missió abasta 17,9 milions d'euros per al període comprès entre octubre de 2014 i octubre de 2015.Per al període de març de 2017 fins a febrer de 2018 s'han estimat 22,95 milions d'euros.

## Base legal
La missió es basa en una decisió del Consell de la Unió Europea de 16 de juliol de 2012 (Decisió del Consell Consolidat 2012/389 / PESC sobre EUCAP NESTOR). El mandat actual és vàlid fins al 31 de desembre de 2018.
552/5000

## Altres missions de manteniment de la pau a Somàlia
A més d'EUCAP Somàlia, les següents missions estan actualment actives:
- EUTM Somalia: missió de formació militar, no executiva de la UE
- EU NAVFOR Somalia - missió executiva militar de la UE al Golf d'Aden
- UNSOM - una missió de suport polític de les Nacions Unides
- AMISOM - una missió de pau militar i executiva de la Unió Africana